# Aeroporto de Congonhas/São Paulo
Luchthaven Congonhas is een van de vier luchthavens van de Braziliaanse stad São Paulo. De andere drie zijn de Internationale Luchthaven Guarulhos, de Luchthaven Campo de Marte en de zakenluchthaven São Paulo/São Roque-Catarina. De luchthaven is eigendom van de stad en wordt uitgebaat door Empresa Brasileira de Infra-Estrutura Aeroportuária (Infraero), een overheidsorganisatie belast met het beheer van de vliegvelden in het land. Congonhas ligt midden in de stedelijke agglomeratie op zo'n 8 kilometer van het stadscentrum.
Congonhas heeft een slot restrictie van 30 vluchten per uur, dit maakt het vliegveld tot een van de vijf luchthavens met zulke restricties in Brazilië.

## Geschiedenis
Het vliegveld werd geopend in 1936. Sinds in 1985 de nieuwe, ruimere luchthaven Guarulhos in gebruik werd genomen, wordt Congonhas enkel voor binnenlandse vluchten gebruikt. De vrij korte landingsbanen van Congonhas zijn niet geschikt voor langeafstandsvluchten. Toch is Congonhas de drukste luchthaven van Brazilië voor wat betreft het aantal vliegbewegingen (205.130 in 2007). In 2007 werden er 15.244.401 passagiers verwerkt; enkel op Guarulhos was dat meer.

## Ongelukken en Incidenten
- Op 31 oktober 1996 stortte TAM Transportes Aéreos Regionais vlucht 402 kort na de start neer, het raakte een appartementengebouw en enkele huizen. Alle 96 mensen aan boord, 3 doden vielen op de grond.
- Op 17 juli 2007 verongelukte TAM Linhas Aéreas-vlucht 3054 bij de landing. Het vliegtuig schoot in de felle regen door op de landingsbaan en vloog in brand tegen een tankstation nabij het vliegveld. Het was op dat moment de zwaarste vliegtuigramp in de Braziliaanse geschiedenis, met 199 doden, waarvan 12 doden op de grond.